# Telegatti 1996
La 13ª edizione del Gran Premio Internazionale dello Spettacolo si è tenuta a Milano, al Teatro Ventaglio Nazionale, il 7 maggio 1996. Conduttori della serata sono stati Corrado, per il settimo (e ultimo) anno consecutivo, affiancato da Mara Venier.
La conduttrice Mara Venier è anche la mattatrice della serata con ben tre statuette vinte, per personaggio femminile dell'anno, miglior quiz TV e miglior film TV.
Nell'anno della sua morte, Gino Bramieri riceve il Telegatto per il telefilm Norma e Felice, insieme alla “spalla” nel telefilm, l'attrice Franca Valeri.
Tra gli ospiti internazionali, gli attori Gillian Anderson e Gérard Depardieu. Ritorna sul palco anche Larry Hagman a ritirare l'ennesimo premio per Dallas come telefilm cult.
L'incasso della serata è stato devoluto all'ADMO (Associazione Donatori di Midollo Osseo) e all'ALMIS (Associazione per la Ricerca sulle Lesioni al Midollo Spinale).

## Vincitori
I premi sono assegnati alle trasmissioni andate in onda l'anno precedente alla cerimonia. Di seguito vengono elencate le varie categorie di premi, e i vincitori (in grassetto). In corsivo i nominati

### Miglior trasmissione di varietà
Premia Ben Kingsley
- Carràmba! Che sorpresa, Rai 1  Raffaella Carrà
- Rose rosse, Canale 5
- Stranamore, Canale 5

### Miglior film TV
Premia Gerard Depardieu
- La voce del cuore, Canale 5  Gianni Morandi
- Donna, Rai 1
- Il grande Fausto, Rai 1

### Miglior trasmissione per ragazzi
Premia Cristina Parodi
- Solletico, Rai 1
- Bim Bum Bam, Canale 5
- Go-Cart, Rai 2

### Personaggio maschile dell'anno
Premia Alba Parietti
- Pippo Baudo
- Paolo Bonolis
- Gigi Proietti

### Telegatto di Platino alla carriera
- A Mike Bongiorno, per i 50 anni di carriera in TV

### Miglior trasmissione di attualità e cultura
Premia Giancarlo Giannini

#### Quotidiana
- Il Fatto, Rai 1 Enzo Biagi
- Giorno per giorno, Rete 4
- Sgarbi quotidiani, Canale 5

### Premi speciali
Premia Teo Teocoli e Massimo Lopez
- A Joe Pesci, per il cinema in TV (Telegatto di platino)

### Personaggio femminile dell'anno
Premia Michael Keaton 
- Mara Venier
- Raffaella Carrà
- Maria De Filippi

### Miglior trasmissione di intrattenimento con ospiti
Premia Danny Queen
- Amici di sera, Canale 5  Maria De Filippi
- Maurizio Costanzo Show, Canale 5
- Tappeto volante, TMC

### Miglior telenovela
Premia Valeria Mazza
- Beautiful, trasmesso su Canale 5
- Perla nera, trasmesso su Rete 4
- Sentieri, trasmesso su Rete 4

### Telegatto di Platino alla carriera
Premia Maria Grazia Cucinotta
- A Tony Curtis

### Miglior trasmissione di giochi e quiz TV
Premia David Carradine
- Luna Park, Rai 1
- Il Quizzone, Canale 5
- La ruota della fortuna, Canale 5

### Trasmissione dell'anno
Premia Richard Dreyfuss
- Il maresciallo Rocca, Rai 2  Gigi Proietti e Stefania Sandrelli

### Miglior trasmissione sportiva
Premia Jean Alesi
- Mai dire Gol, Italia 1
- Pressing, Italia 1
- Quelli che... il calcio, Rai 3

### Miglior telefilm italiano
Premia Fiorello
- Norma e Felice, Canale 5  Gino Bramieri e Franca Valeri
- Casa Vianello, Canale 5
- Il maresciallo Rocca, Rai 2

### Miglior spettacolo musicale
Premia Mick Hucknall (Simply Red)
- Roxy Bar, Videomusic  Red Ronnie
- Festivalbar 1995, Italia 1
- 46º Festival di Sanremo, Rai 1

### Miglior telefilm straniero
Premia Raul Bova
- X-Files, trasmesso su Italia 1  Gillian Anderson
- Baywatch, trasmesso su Italia 1
- E.R. - Medici in prima linea, trasmesso su Rai 2

#### Settimanale
Premia Raz Degan
- Target, Canale 5  Gaia De Laurentis
- Superquark, Rai 1
- Ultimo minuto, Rai 3

### Miglior telefilm cult
Premia Giannina Facio
- Dallas, trasmesso su Rete 4  Larry Hagman

### Premio TV utile
- Forum, Canale 5  Rita Dalla Chiesa
- Chi l'ha visto?, Rai 3
- Mi manda Lubrano, Rai 3

### Premi speciali
Premia Martina Colombari
- Alla trasmissione Miss Italia, Rai 1  Fabrizio Frizzi e Enzo Mirigliani

### Lettore di TV Sorrisi e Canzoni
- Alla signora Susanna Bastianini

## Un anno di TV in due minuti
Il video d'apertura di questa edizione con il meglio della televisione della stagione 1995/1996 è accompagnata dalla canzone Boombastic di Shaggy.

## Statistiche emittente/vittorie
- Rai 1   5 premi
- Rai 2   nessun premio
- Rai 3    nessun premio

Totale Rai: 5 Telegatti
- Canale 5   8 premi
- Italia 1      2 premi
- Rete 4     nessun premio

Totale Fininvest: 10 Telegatti
- Telemontecarlo 1 premio
- Videomusic      1 premio